# Rhamnus pringlei
Rhamnus pringlei är en brakvedsväxtart som beskrevs av Joseph Nelson Rose. Rhamnus pringlei ingår i släktet getaplar, och familjen brakvedsväxter. Inga underarter finns listade i Catalogue of Life.